# Гектор (ураган)
Ураган Гектор (Hurricane Hector) — ураган 2018 года. Гектор является наиболее интенсивным ураганом в Восточной части Тихого океана с точки зрения постоянных ветров с Патрицией в 2015 году и Сандры с того же года с точки зрения минимального давления и наиболее интенсивным в Центральной части Тихого океана с Ioke 2006 года. Восьмая названная буря, четвёртого урагана и третьего крупного урагана сезона ураганов в 2018 году, Гектор возник из зоны низкого давления, которая сформировалась в нескольких сотнях миль к западу от юго-запада Мексики 28 июля. На фоне благоприятных погодных условий тропическая депрессия сформировалась через несколько дней 31 июля. Депрессия продолжала укрепляться и стала на следующий день «Тропический шторм Гектор». 2 августа Гектор стал ураганом и быстро активизировался в сильный ураган категории 2 позднее в тот же день. После ослабевания во время прохождения цикла замены глаз, Hector быстро укрепился в урагане категории 4 поздно, 4 августа. Система коротко ослабела обратно в ураган категории 3 до восстановления силы 4 категории 5 августа, а затем медленно усилилась, чтобы достичь максимальной интенсивности на 7 августа в качестве высокотехнологичного урагана категории 4. Во время пиковой интенсивности шторма шторм отображал характеристики кольцевого тропического циклона.